# Aspin-en-Lavedan
Aspin-en-Lavedan település Franciaországban, Hautes-Pyrénées megyében. Lakosainak száma 301 fő (2022. január 1.). Aspin-en-Lavedan Lourdes, Viger, Ossen és Lugagnan községekkel határos.

## Népesség
A település népességének változása:
| Lakosok száma | 267  | 294  | 317  | 334  | 328  | 321  | 315  | 308  | 301  |
|               | 2013 | 2015 | 2016 | 2017 | 2018 | 2019 | 2020 | 2021 | 2022 |